# Renato Chabod
Pour les articles homonymes, voir Chabod.
Renato Chabod (souvent francisé en René Chabod, en raison du bilinguisme officiel en vigueur en Vallée d'Aoste), né à Aoste le 28 juillet 1909 et mort en 1990 à Ivrée, est un avocat, homme politique, écrivain, peintre et alpiniste italien valdôtain, auteur de nombreuses premières dans les massifs du Mont-Blanc et du Grand-Paradis. Il est le frère cadet de Frédéric Chabod.

## Biographie
René Chabod s'initie très jeune à la montagne dans le massif du Grand-Paradis avant de réaliser quelques-unes des principales ascensions italiennes des années 1930 dans les Alpes occidentales. Il fut compagnon de cordée de Giusto Gervasutti dans le massif du Mont-Blanc. Il est également président de la Société des guides de Courmayeur (1934-1942) et président du Club alpin italien (1965-1971). Avocat de profession, il est élu sénateur (1958-1968) et vice-président du Sénat (1967-1968). En tant qu'écrivain et peintre, Il a entre autres corédigé et illustré des guides consacrés au Grand Paradis et au mont Blanc.

## Ascensions
- 1929 - Face sud du mont Maudit
- 1930 - Face nord-ouest du Grand Paradis
- 1930 - Couloir du Diable au mont Blanc du Tacul avec Gabriele Boccalatte
- 1931 - Première ascension de la Tour des Jorasses
- 1933 - Face nord de l'aiguille Blanche de Peuterey avec Aimé Grivel, le 4 septembre
- 1934 - Couloir Gervasutti au mont Blanc du Tacul
- 1935 - Première de la Pointe Adolphe Rey (Grand Capucin, 3 535 m) avec Giusto Gervasutti et Gabriele Boccalatte

## Écrits
- Camarade prend ton verre. Storia delle guide di Courmayeur, Tamari, 1972